# Arturo Castiglioni
Arturo Castiglioni (Trieste, 10 aprile 1874 – Milano, 21 gennaio 1953) è stato un medico italiano.

## Biografia

### Adolescenza
Nato a Trieste il 10 aprile 1874, Castiglioni frequentò il Ginnasio-liceo Dante. Conseguita la maturità cominciò a scrivere articoli per giornali politici, visto il periodo, quello dell'irredentismo, che l'Italia attraversava.

### Università
Nel 1890, all'età di diciassette anni, si trasferì a Vienna per iscriversi alla Facoltà di Medicina. Svolse gli studi universitari sotto la guida di insegnanti come l'anatomico Emil Zuckerkandl, il fisiologo Ernst Wilhelm von Brücke e l'oftmalmologo Ernst Fuchs. La Scuola viennese fu elemento di influenza nella formazione di Castiglioni, il quale intuì che nell'evoluzione intellettuale di molti dei maestri di Vienna un ruolo fondamentale era ricoperto dall' arte e da tutti i tipi di manifestazione artistica. Dopo essersi laureato, nel 1897, ottenne il dottorato e frequentò la clinica del Professor Schrötter.

### Congresso medico internazionale di Mosca
Nel 1897, un giornale di medicina italiano, incaricò Arturo Castiglioni di presenziare come corrispondente al Congresso medico internazionale di Mosca. Un importante ruolo in ambito medico era rivestito dal misticismo e dalla superstizione e per tale motivo che visitò il famoso centro di guarigioni miracolose come il monastero di Kiev.
Una peculiarità che Castiglioni notò fu quella di veder mescolata, a Mosca, la storia della medicina antica, con tutte le sue tradizioni (magia, superstizione, misticismo), con quella moderna del XIX secolo. I giorni in Russia stimolarono l'amore di Castiglioni per la storia della medicina.
Ritornato a Vienna riprese il lavoro in clinica ma per guadagnarsi da vivere scriveva articoli come corrispondente di giornali italiani e austriaci. Nel 1898 fu inviato a Madrid dal settimanale politico viennese Die Wage, dato l'inizio delle ostilità tra America e Spagna. Un viaggio, questo, durante il quale oltre a svolgere l'attività di giornalista visita ospedali e cliniche, come quella di Salamanca.

### L'influenza di Brettauer
Ritornato a Trieste si stabilì come assistente al civico ospedale e come medico del Lloyd austriaco. Il rapporto con l'oculista Giuseppe Brettauer lo incoraggiò ulteriormente nello studio della storia. Fu da Brettauer che imparò ad apprezzare l'importanza delle relazioni tra arte e medicina.

### Il congresso internazionale di Medicina a Londra
Il 1913 ci fu il II congresso internazionale di Medicina a Londra dove Arturo Castiglioni incontrò William Osler dalla cui personalità rimase impressionato. Grazie ad Osler, quello di Londra fu il primo congresso con una sezione dedicata alla storia della medicina, ma l'avvenimento di maggior rilievo fu l'inaugurazione del museo medico-storico fondato da Henry Wellcome, primo museo di questo genere.

### La carriera da insegnante
Durante il periodo della prima guerra mondiale Castiglioni dovette trasferirsi a Vienna, tornato a Trieste al termine del conflitto divenne attuale la possibilità di insegnamento universitario della storia della medicina, così nel 1922, su suggerimento del suo amico Luigi Devoto, chiese l'abilitazione all'insegnamento all'Università di Siena.
Il 1º maggio 1922 tenne la sua prima lezione. Dopo qualche tempo fu chiamato come professore di storia della medicina all'Università di Padova di Padova.
Proseguì la carriera di professore, seppur con difficoltà, per il resto della sua vita.

### Il viaggio nelle Indie e in Sudamerica
L'interesse per l'Oriente fu coronato nel 1930 quando, giunto a Colombo), intraprese un viaggio in India che durò due mesi. Visitò le località storiche più importanti come: Calcutta, Madras, Delhi, Bombay ma soprattutto fece tesoro delle conoscenze apprese riguardo alla medicina indiana, si recò negli istituti in cui veniva insegnata, conobbe medici indigeni e tenne una lezione di storia della medicina nella Facoltà di Calcutta. Il viaggio in India rappresentò per il Castiglioni un'importante esperienza per i suoi studi medico-storici.
L'anno seguente venne invitato dall'Istituto Argentino di Cultura Italica, dall'Università di Buenos Aires, dall'Accademia Brasiliana di Medicina di Rio de Janeiro e dalla Facoltà di Medicina dell'Università del Cile a tenere una serie di conferenze. La storia della medicina sudamericana si dimostrava attraente sotto molti punti di vista come ad esempio per i documenti della medicina magica precolombiana o per le concezioni magiche degli Incas..

### I problemi in Italia e la vita in America
Nel 1933, invitato dal suo amico Henry Sigerist andò negli Stati Uniti d'America a tenere un corso di lezioni all'Università Johns Hopkins di Baltimora. Rientrato in Italia dopo due mesi trovò una situazione politica ogni giorno più minacciosa, venne sospeso per molti mesi dalla carica di Lloyd triestino e dovette anche rinunciare all'insegnamento nell'Università di Padova, proprio durante un periodo per lui fiorente visto che nel 1927 aveva pubblicato il suo libro Storia della Medicina, molti articoli medico-storici per riviste ed aveva anche scritto voci per l'Enciclopedia Italiana.
Nel 1937 Castiglioni fece una crociera in America con la moglie, durante la quale passo qualche giorno a New York dove firmò con Alfred Knopfs il contratto per l'edizione americana del suo libro più importante ovvero Storia della medicina e fu grazie a questo avvenimento che poté trasferirsi in America, quando due anni dopo venne costretto dall'introduzione delle leggi razziali fasciste ad abbandonare la sua terra natale. Venne aiutato dai suoi amici Sigerist, Fulton e Libmann a riprendere uno stile di vita regolare, permettendogli anche di tornare a insegnare nell'Università di Yale.

### Il ritorno in Italia e la morte

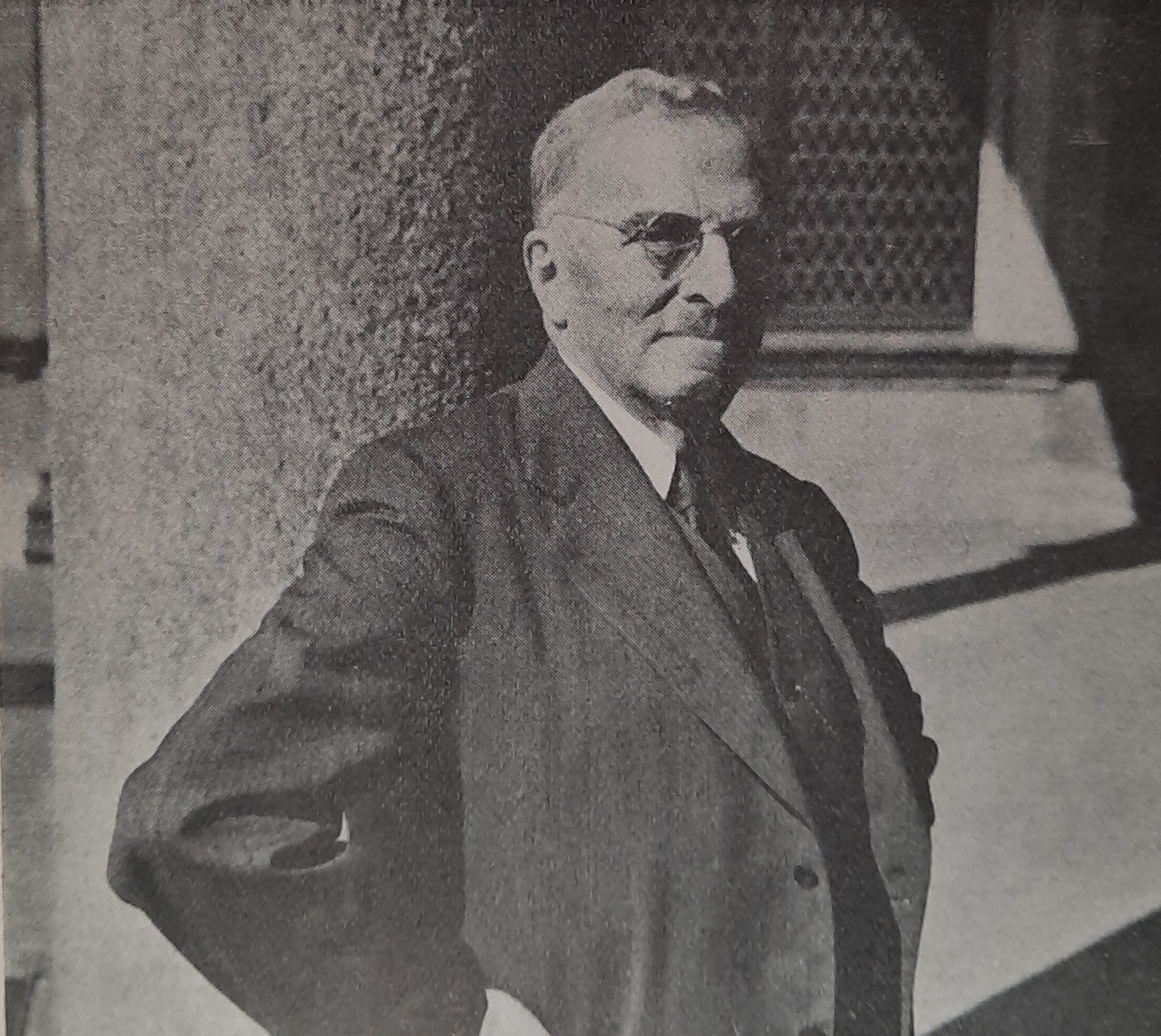
Arturo Castiglioni durante il V Congresso nazionale della Società Italiana di Storia della Medicina, Castello Sforzesco, Milano, 2-4 ottobre 1949

Nel 1947 Arturo Castiglioni tornò a Milano dove si inserì con facilità, visto lo sviluppo che la storia della medicina stava avendo in quel periodo, infatti in quegli anni sorse il Centro Lombardo dell'Accademia di Storia dell'Arte Sanitaria. Inoltre riprese l'attività di professore nella Facoltà di Medicina inaugurando l'anno accademico 1951-1952 con una "Introduzione alla storia della medicina" e concludendolo il 15 maggio 1952 con una lezione su "Il pensiero scientifico di Leonardo".
Castiglioni divenne Presidente onorario del Gruppo italiano di Storia delle Scienze Mediche e Naturali. Il 1º dicembre 1952 tenne al Teatro Manzoni di Milano la conferenza "Medicina antica e medicina moderna" che nei giorni precedenti aveva tenuto a Genova e Torino e che avrebbe dovuto ripetere a Roma il giorno successivo se non che, giunto nella capitale, ebbe la notizia della morte improvvisa della sua consorte e decise di rinviare la data. Pochi più di un mese dopo morì anch'egli, nella notte tra il 20 e il 21 gennaio 1953.

## Opere
- La vita e le opere di Santorio Santorio Capodistriano, Trieste, 1920
- Un lazzareto triestino nel Settecento, Trieste, 1921
- La medicina ai tempi e nell'opera di Dante, Trieste, 1922
- Il concetto del contagio e della difesa sanitaria attraverso i secoli, Roma, 1923
- La farmacia italiana del Quattrocento nella storia dell'arte ceramica, Milano, 1925
- Il volto di Ippocrate, Milano, 1925
- Stodia dell'igiene, Torino, 1926
- Storia della medicina, Milano, 1927
- L'insegnamento universitario della storia della medicina, Trieste, 1928
- Il magistero di Ippocrate, Firenze, 1929
- Le cure magiche, Trieste, 1930
- Storia della tubercolosi, Milano, 1931
- Italian medicine, New York, 1932
- The history of tuberculosis, New York, 1933
- The renaissance of medicine in Italy,Baltimora, 1934
- Incantesimo e magia, Milano, 1934
- L'orto della sanità, Bologna, 1935
- The School of Salerno, Baltimora, 1938
- Note in margine ad un viaggio in America, 1938
- The Legacy of Rome in the History of Medicine, Philadelphia, 1939
- Galileo Galiei and His influence on the evolution of Medical Thought, Baltimora, 1942
- "Omaggio a Max Neuburger", Rivista di Storia delle Scienze Mediche e Naturali, Anno XXXIX, n. 2 (Luglio-Dicembre 1948), pp. 121-127